# رودریگو (بازیکن فوتبال)
رودریگو (انگلیسی: Rodrigo؛ زادهٔ ۶ مارس ۱۹۹۱) یک بازیکن فوتبال اهل اسپانیا است.
از باشگاه‌هایی که در آن بازی کرده است می‌توان به بولتون واندرز، باشگاه فوتبال رئال مادرید سی، رئال مادرید کاستیا، بنفیکا، والنسیا، لیدز یونایتد، تیم ملی فوتبال زیر ۲۳ سال اسپانیا و تیم ملی فوتبال اسپانیا اشاره کرد.